# Канал Ольшанський
Канал Ольшанський — річка в Білорусі, у Столінському районі Берестейської області. Права притока Прип'яті, (басейн Дніпра).

## Опис
Довжина річки 19 км, похил річки 0,24  м/км. Площа басейну водозбору 79,4  км².

## Розташування
Бере початок біля села Турське. Тече переважно на північний схід через село Ольшани і впадає у річку Прип'ять, праву притоку Дніпра.
Населені пункти вздовж берегової смуги: Рамель, Семигосціни.

## Цікавий факт
- У селі Ольшани річку перетинає автошлях Р88 (Республіканські дороги Білорусі, Житковичі — Давид-Городок — кордон України).